# Xenuroturris
Xenuroturris é um gênero de gastrópodes pertencente a família Turridae.

## Espécies
- †Xenuroturris antiselli (F. Anderson & B. Martin, 1914)
- Xenuroturris castanella Powell, 1964[2]
- Xenuroturris cerithiformis Powell, 1964:[3] sinônimo de Iotyrris cerithiformis (Powell, 1964)
- Xenuroturris cingulifera (Lamarck, 1822):[4] sinônimo de Iotyrris cingulifera (Lamarck, 1822)
- Xenuroturris emmae Bozzetti, 1993[5]
- Xenuroturris gemmuloides Powell, 1967[6]
- Xenuroturris kingae Powell, 1964[7]
- Xenuroturris legitima Iredale, 1929
- Xenuroturris millepunctata (Sowerby III, 1908)[8]